# Saint-Gelven
Saint-Gelven foi uma antiga comuna francesa na região administrativa da Bretanha, no departamento Côtes-d'Armor. Estendia-se por uma área de 17,67 km². Em 2010 a comuna tinha 316 habitantes (densidade: 17,9 hab./km²).
Em 1 de janeiro de 2017, passou a formar parte da nova comuna de Bon Repos sur Blavet.